# Шість прапорів над Техасом

Реверс печатки штату Техас.

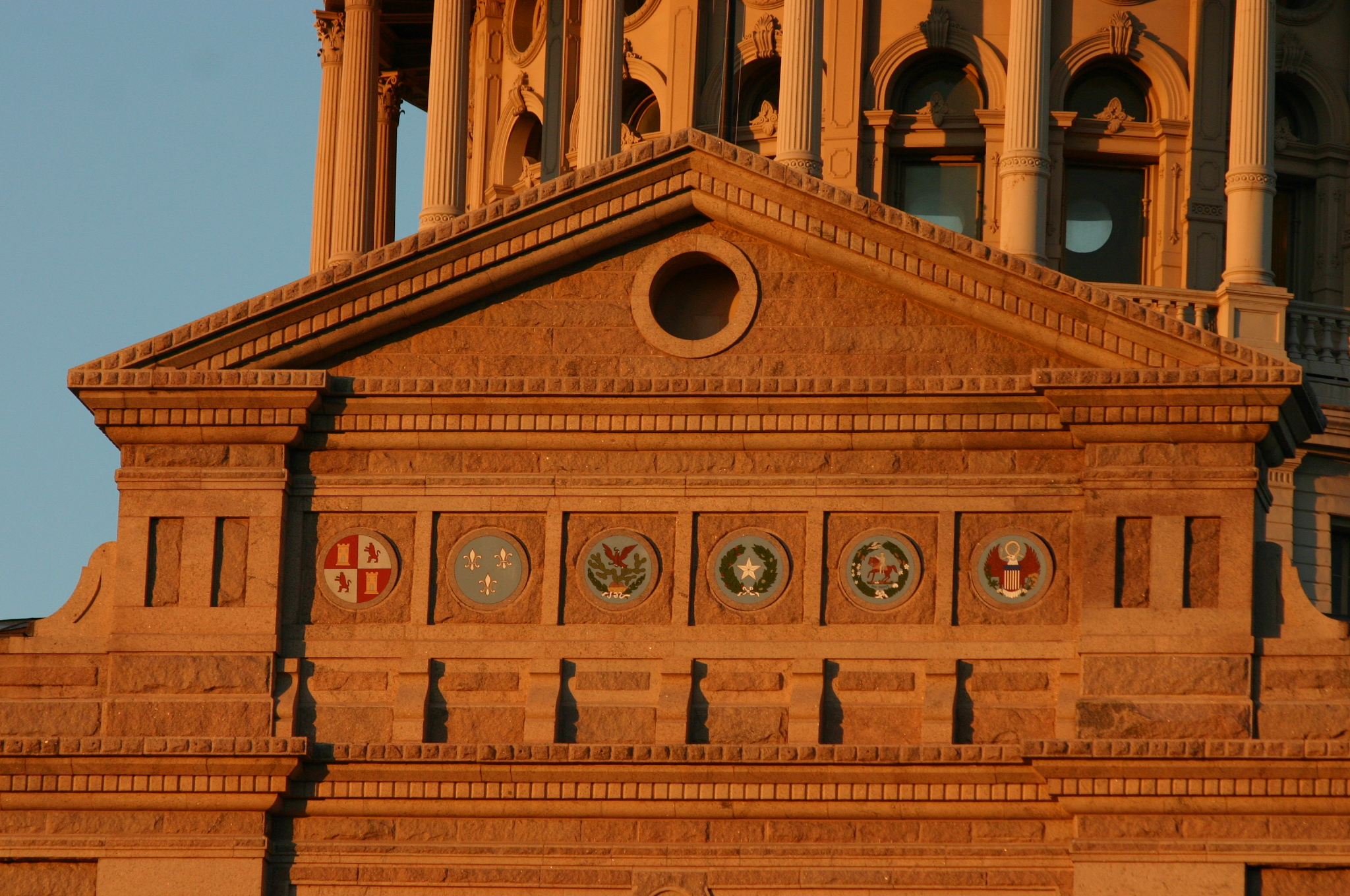
Шість гербів висічених на Капітолії штату Техас.

«Шість прапорів над Техасом» — гасло, яке використовується для опису шести державних утворень, які колись мали суверенітет над всією чи великою частиною сучасного штату Техас: Іспанська імперія (1519—1685; 1690—1821), Французьке королівство (1685—1690), Перша мексиканська республіка (1821—1836), незалежна Республіка Техас (1836—1845), Конфедеративні Штати Америки (1861—1865) та Сполучені Штати Америки (1845—1861; з 1865).
Це гасло використовується в багатьох місцях, наприклад в торговельних центрах, парках чи інших компаніях. Ці шість прапорів майоріють біля в'їздів до Техасу з територій сусідніх штатів Нью-Мексико, Оклахома, Арканзас, Луїзіана, а також на кордоні із Мексикою. Такі ж шість прапорів знаходяться перед будівлею Музею історії штату Техас імені Боба Буллока. На північному фасаді будівлі Капітолія штату Техас висічені герби шести держав, так само як і будівлі Наукової бібліотеки Техаського університету в Остіні. Шість прапорів також зображені на зворотній стороні печатки Техасу.
В 1997 році Історична комісія Техасу ухвалила стандартні дизайни для шести прапорів.

## Прапори
| Прапор         | Зображення | Держава                                     | Опис |
| -------------- | ---------- | ------------------------------------------- | --- |
| Прапор Іспанії |            | Іспанська імперія (1519—1685; 1690—1821)    | Перший прапор належав Іспанській імперії, яка володіла землями сучасного Техасу з 1519 до 1821 року, із перервою в 1685—1690 роках. В цей період використовувались три прапори: «прапор Кастилії і Леону» який представляв Кастильську Корону, «Хрест Бургундії» який був військовим та морським прапором і яким також користувались намісники Нової Іспанії та прапор «Rojigualda» запроваджений королем Карлом III в 1785 році, з горизонтальними червоною, золотою і червоною стрічками та малим гербом Кастилії і Леону. Останній прапор використовується в різних формах і до сьогодні, та використовується на реверсі печатки Техасу. |
| Прапор Франції |            | Французьке королівство (1685—1690)          | Другий прапор був королівським штандартом Французького королівства. В 1684 році французький мандрівник Рене Робер Кавельє де ла Саль заснував колонію на техаському узбережжі Мексиканської затоки, під назвою Форт Сент-Луїс. Колонія не виявилася успішною, а після вбивства ла Саля і взагалі була покинута. В той час у Франції не було офіційного прапора, тому в «шести прапорах» використовуються різні варіанти французького прапора. |
| Прапор Мексики |            | Перша мексиканська республіка (1821—1836)   | Третій прапор є мексиканським прапором. Проголошення мексиканської незалежності було визнане Іспанією в 1821 році. В «шести прапорах» використовується прапор Мексиканської республіки 1823—1864 років. Цей прапор використовувався у Техасі до проголошення ним незалежності від Мексики в 1836 році. |
| Прапор Техасу  |            | незалежна Республіка Техас (1836—1845)      | Четвертий прапор є прапором незалежної Республіки Техас 1836—1845 років, він же зараз використовується як прапор штату Техас. Республіка за свою нетривалу історію мала два національних прапори: "прапор Бьорнета" (синій із жовтою зіркою по центру) та «прапор самотньої зірки». Останній з цих двох став прапором штату Техас, коли той приєднався до США в 1845 році. |
| Прапор США     |            | Сполучені Штати Америки (1845—1861; з 1865) | П'ятий прапор є прапором Сполучених Штатів Америки, до яких Техас приєднався в 1845 році. Перед початком Громадянської війни цей прапор був скасований і замість нього був введений прапор КША, але повернутий після перемоги півночі у 1865 році. |
| Прапор КША     |            | Конфедеративні Штати Америки (1861—1865)    | Шостий прапор є прапором Конфедеративних Штатів Америки, який використовувався з 1861 до 1865 року. КША використовували три різні національні прапори. |